# Literátský graduál (Třebechovice)
Třebechovický Literátský graduál je rukopisná kniha třebechovického literátského bratrstva z roku 1556. Je významnou hudební i knižní památkou, která je uložena v Třebechovickém muzeu betlémů.

## Popis
Graduál má 439 číslovaných listů velikost 55 × 40 cm. Je svázán v dřevěných deskách potažených kůží a ozdobených mosaznými ozdobami a sponami. Uprostřed desek je mosazná roseta s liliemi. Text je převážně český, připojeny jsou latinské poznámky. V první části knihy převládají textové záznamy. Ve druhé pak hudební záznamy jednohlasých zpívaných částí mše.
Dvacet jedna stran je bohatě iluminováno. Iluminace často obsahují jména donátorů – členů bratrstva. Jsou to například: Tomas Pisarz (str. 218), Johannes Mach (str. 189), Waclaw Kojic, Petr Pekarz a písař a ilustrátor Jan Macura (str. 168). Na straně 413 se mění styl písma.
Ještě před předáním graduálu do městského muzea bylo 19 listů (patrně ilustrovaných) vyříznuto.

## Dějiny
Při kostele svatého Ondřeje v Třebechovicích pod Orebem fungovalo literátské bratrstvo, jehož členy byli přední obyvatelé města. Bratrstvo provozovalo církevní hudbu a zpěv a bylo organizováno na způsob řemeslnického cechu. Nejstarší památkou na činnost bratrstva je jeho graduál z roku 1559. S největší pravděpodobností zde ale bratrstvo působilo již dříve. V době vzniku graduálu byl v čele bratrstva měšťan Bartoloměj Klatovský, který byl též několikrát purkmistrem města Třebechovic.
V roce 1567 při velkém požáru města byl ohrožen i graduál, který byl umístěn na kruchtě kostela svatého Ondřeje. Když požár zachvátil i kostel, pronikl Bartoloměj Klatovský spolu s Jankem, synem kata z Hradce Králové na kůr. Protože neměli klíče, pokusili se rozbít pulpit, kde byl graduál uschován, sekyrou. To se jim ale nepodařilo a tak shodili celý pulpit z kůru dolů a vyvlekli jej z hořícího kostela. O této události je zápis na první straně graduálu.
Podruhé byl graduál zachráněn podle pověsti v roce 1633 za třicetileté války , kdy do města vtrhla švédská vojska. Třebechovičtí měšťané byl varováni hejtmanem z Opočna před blížící se skupinou rabujících švédských vojáků. Městská privilegia, pečetě, kostelní poklad a literátský graduál byly zabaleny a kostelník, který byl povoláním rybář a žil se svým šestnáctiletým svěřencem v rybárně obklopené bažinami, tyto poklady ukryl ve svém stavení. Švédové se o tom ale dozvěděli a jeden z nich se vypravil do rybárny, aby starce donutil k vyzrazení úkrytu. Mladý kostelníkův svěřenec Švéda pomocí zlatého kalicha vylákal do blízkých bažin, kde se Švéd utopil.
Literátské bratrstvo bylo zrušeno nařízením císaře Josefa II. z roku 1783. Majetek byl zabaven a měl být prodán v září 1785 ve veřejné dražbě v Hradci Králové. Třebechovičtí literáti ale graduál ukryli a podstrčili místo něj jinou, méně významnou knihu. Po smrti Josefa II. obnovilo bratrstvo opět svou činnost. Poslední záznam v graduálu pochází z 24. června 1878.